# Мелитопольский моторный завод
ПП «Мелитопольский моторный завод» ПАО «Запорожский автомобилестроительный завод» (укр. Мелітопольський моторний завод МеМЗ, АвтоЗАЗ-Мотор) — украинское предприятие автомобильной промышленности, располагающееся в городе Мелитополь. 

## История
История предприятия началась в 1908 году, когда предприниматель Израиль Давидович Заферман основал в Мелитополе «Чугунолитейный и машиностроительный завод», на котором был освоен выпуск нефтяных двигателей шведской конструкции. В это время завод имел лишь несколько токарных, фрезерных и сверлильных станков, небольшую литейную и сборочное отделение.
Рабочие завода участвовали в революционной деятельности и борьбе с австро-немецкими интервентами. В ноябре 1917 года в Мелитополе была установлена Советская власть, в дальнейшем завод был национализирован и получил новое название: «Второй Советский завод», но в условиях гражданской войны прекратил производственную деятельность.
В 1925 году на базе разрушенного завода была создана промыслово-кооперативная артель «Победа», сначала выполнявшая ремонт нефтяных двигателей, а затем освоившая их производство для сельского хозяйства, рыболовных судов и строительной промышленности.
В 1931 году «Победа» вошла в состав государственного объединения «Союздизель», после чего предприятие было переориентировано на выпуск 20-25-сильных дизельных двигателей для рыболовных судов, в ходе индустриализации производственные мощности завода были расширены — в строй был введён механосборочный цех. В 1936 году завод получил новое наименование — «Дизелестроительный завод им. Микояна».
Осенью 1939 года завод завершил испытания быстроходного 22-сильного дизельного двигателя собственной конструкции (но освоить его производство уже не успел).
После начала Великой Отечественной войны в связи с приближением к городу линии фронта оборудование предприятия было эвакуировано, после освобождения Мелитополя в октябре 1943 года началось восстановление завода. После окончания войны был разработан проект Гипроавтопрома по реконструкции и перепрофилированию завода, и после реконструкции специализацией завода стало производство бензиновых автомобильных двигателей.
В 1958 году в соответствии с постановлением Совета Министров СССР «Об организации выпуска микролитражных автомобилей в г. Запорожье и микролитражных двигателей в г. Мелитополе…» было принято решение о реорганизации предприятия. В 1959 году завод был перепрофилирован, получил новое наименование «Мелитопольский моторный завод» (МеМЗ) и в 1960 году освоил производство разработанного НАМИ 23-сильного четырёхцилиндрового четырёхтактного бензинового автомобильного двигателя МеМЗ-965 для ЗАЗ-965, следующим был освоен 27-сильный двигатель МеМЗ-966 для ЗАЗ-965А, в 1966 году — модернизированный 30-сильный двигатель МеМЗ-966А (межремонтный ресурс которого было увеличен с 50 тыс. км до 75 тыс. км), в 1968 году — новый 40-сильный двигатель МеМЗ-968 для ЗАЗ-966. С 1960 года МеМЗ начал поставлять свои двигатели на ЗАЗ. 
В конце 1960-х, 1970—1980-е годы завод входил в число крупнейших предприятий города, основной продукцией предприятия являлись силовые агрегаты для легковых автомобилей «Запорожец» и ЛуАЗ.
В октябре 1975 года МеМЗ вошёл в состав автомобильного производственного объединения «АвтоЗАЗ».
В 1980-е годы завод освоил производство бензиновых двигателей с жидкостным охлаждением для ЗАЗ-1102 «Таврия».
В 1994 году завод разработал и выпустил первые опытные образцы двигателей МеМЗ-315 и МеМЗ-317 (оба — 1400 см³).
В мае 1995 года Кабинет министров Украины включил завод в перечень предприятий, подлежащих приватизации в течение 1995 года.
После утверждения в 1997 году правительством Украины закона «О стимулировании производства автомобилей на Украине» (предоставившего льготы создаваемому совместному предприятию «АвтоЗАЗ-Daewoo»), 15 марта 1998 года был подписан учредительный договор о создании совместного украинско-корейского предприятия ЗАО «АвтоЗАЗ-Daewoo», в состав которого вошёл МеМЗ на правах ХРП «АвтоЗАЗ-Мотор».
В 1998 году завод прекратил производство двигателей МеМЗ-969 и коробок переключения передач для внедорожников ЛуАЗ-969 (после чего на ЛуАЗы начали устанавливать двигатели МеМЗ-245 от «Таврии»).
В 1997—1999 годы завод разработал и в 2001 году — освоил серийный выпуск двигателя МеМЗ-301 объёмом 1300 см³ для ЗАЗ-1103 Славута (с начала серийного производства мотор получил наименование МеМЗ-2457).
В 2003 году корпорация «УкрАвто» приобрела контрольный пакет акций ОАО «АвтоЗАЗ». ЗАО «АвтоЗАЗ-Daewoo» преобразован в ЗАО «Запорожский автомобилестроительный завод» вместе с ХРП «АвтоЗАЗ-Мотор».
В августе—сентябре 2005 года завод освоил производство полуприцепа НХ-2210 и автомобильного эвакуатора ЭВ-1044, в начале 2008 года начал выпуск улучшенного варианта полуприцепа НХ-2210-10, однако основной продукцией оставались двигатели и коробки передач для легковых автомобилей.
Начавшийся в 2008 году экономический кризис осложнил положение завода, в начале ноября 2008 завод остановил производство двигателей до 2009 года.
В дальнейшем, при содействии австрийской компании AVL в 2011 году завод освоил производство 16-клапанных двигателей Chery для ZAZ Forza (локализованной украинской версии китайской автомашины Chery A-13), с мая 2011 года эти двигатели начали также устанавливать на ЗАЗ Lanos.
В сентябре 2012 года руководство «АвтоЗАЗ» приняло решение о переносе на МеМЗ производства автобусов с Ильичёвского завода автомобильных агрегатов. Выпуск автобусов был начат в апреле 2015 года, также предприятие продолжало изготовление двигателей, изготовление фургонов и сборку шасси. В сентябре 2015 года численность работников завода составляла 500 человек. В 2020 году количество работников составляло 75 человек. В 2021 корпорация УкрАвто продала нижнюю площадку завода. 16 мая на заводе произошёл пожар.

## Производство
В производстве задействованы:
- цех по производству деталей двигателя;
- цех по производству шестерен и валов коробок передач;
- цех по производству картеров коробок передач и сцепления, вилок, штоков и др.;
- термогальванический цех;
- прессовый цех;
- литейный цех;
- цех метизов;
- цех сборки и испытания двигателей и коробок передач;
- экспериментальный цех (входит в состав конструкторской службы);
- другие производственные и вспомогательные цеха.

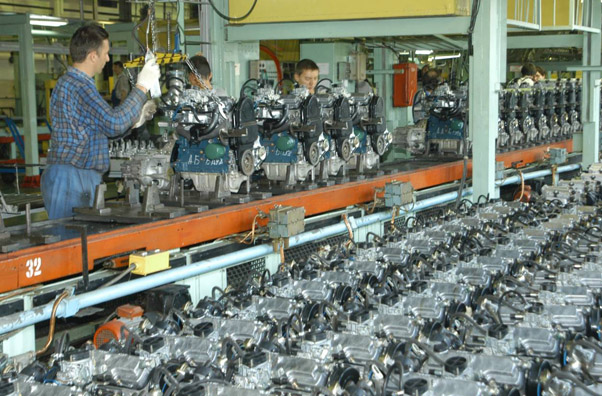
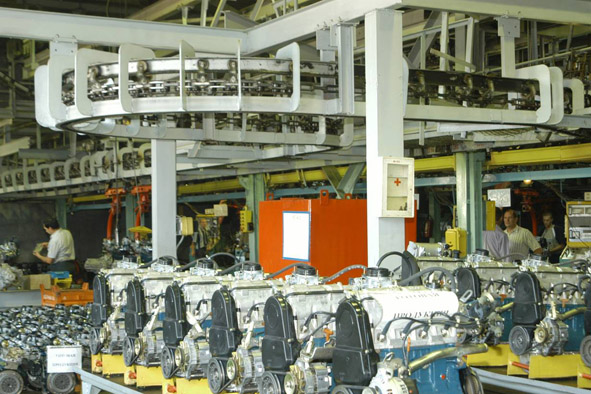
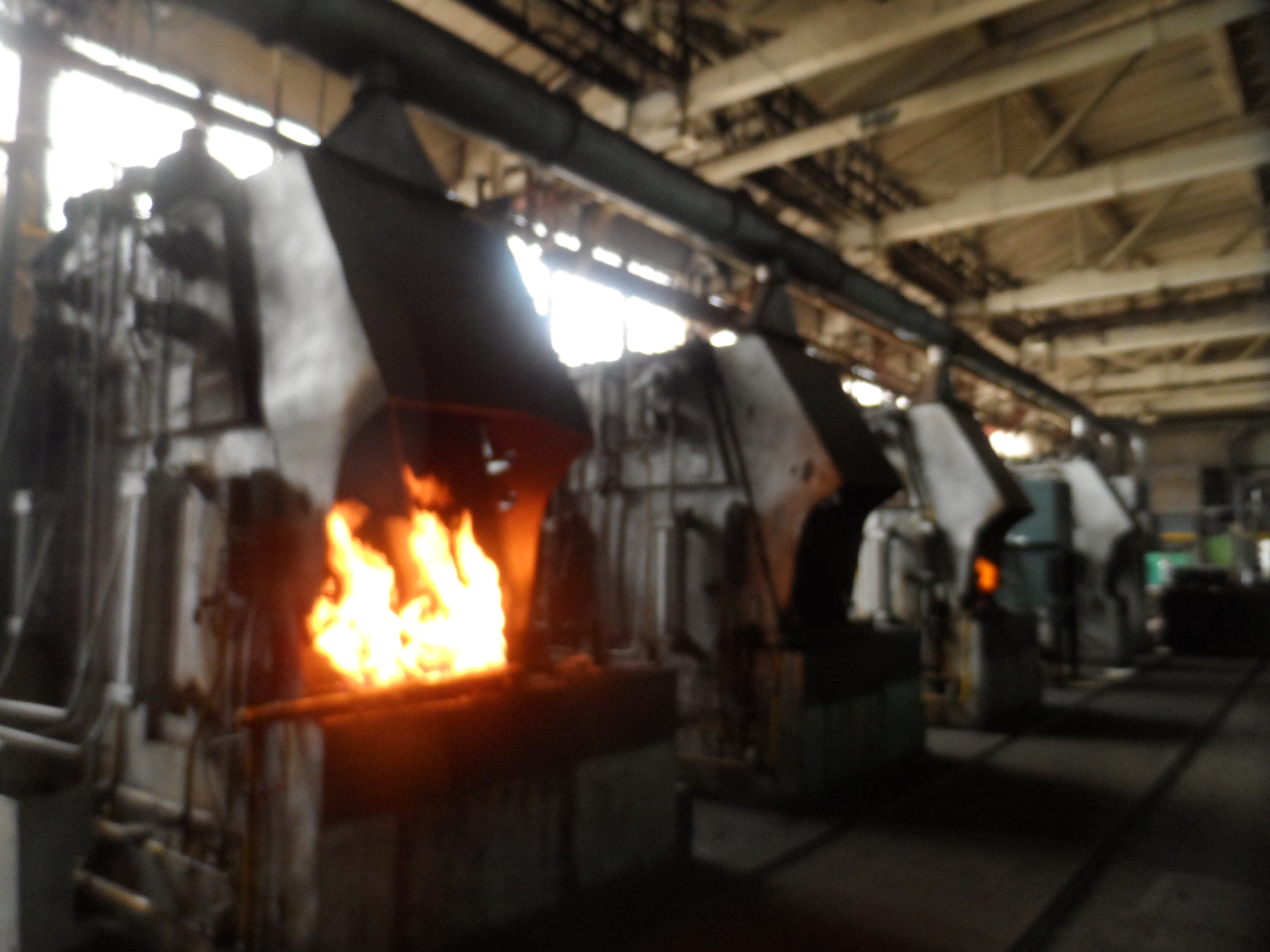
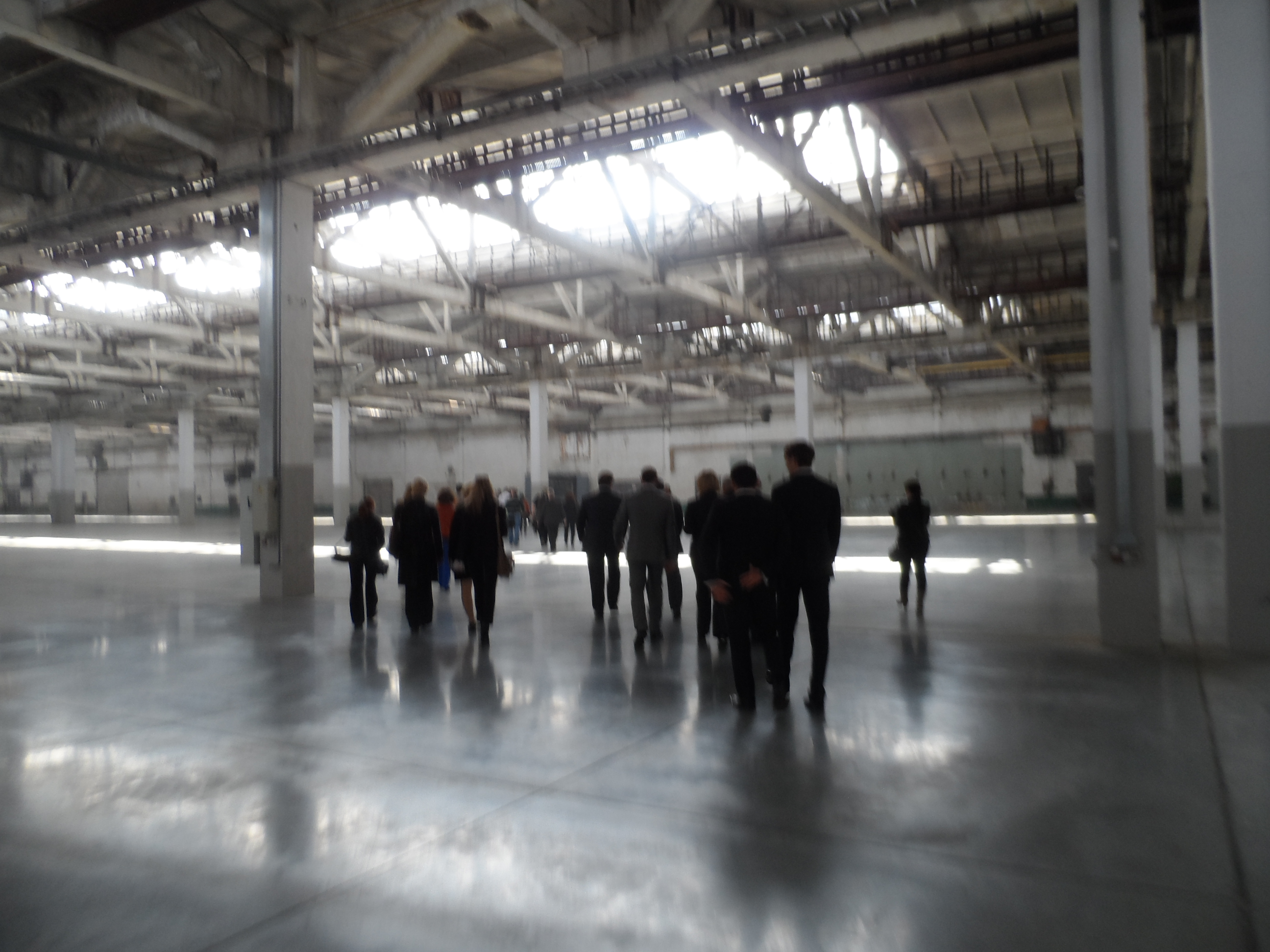
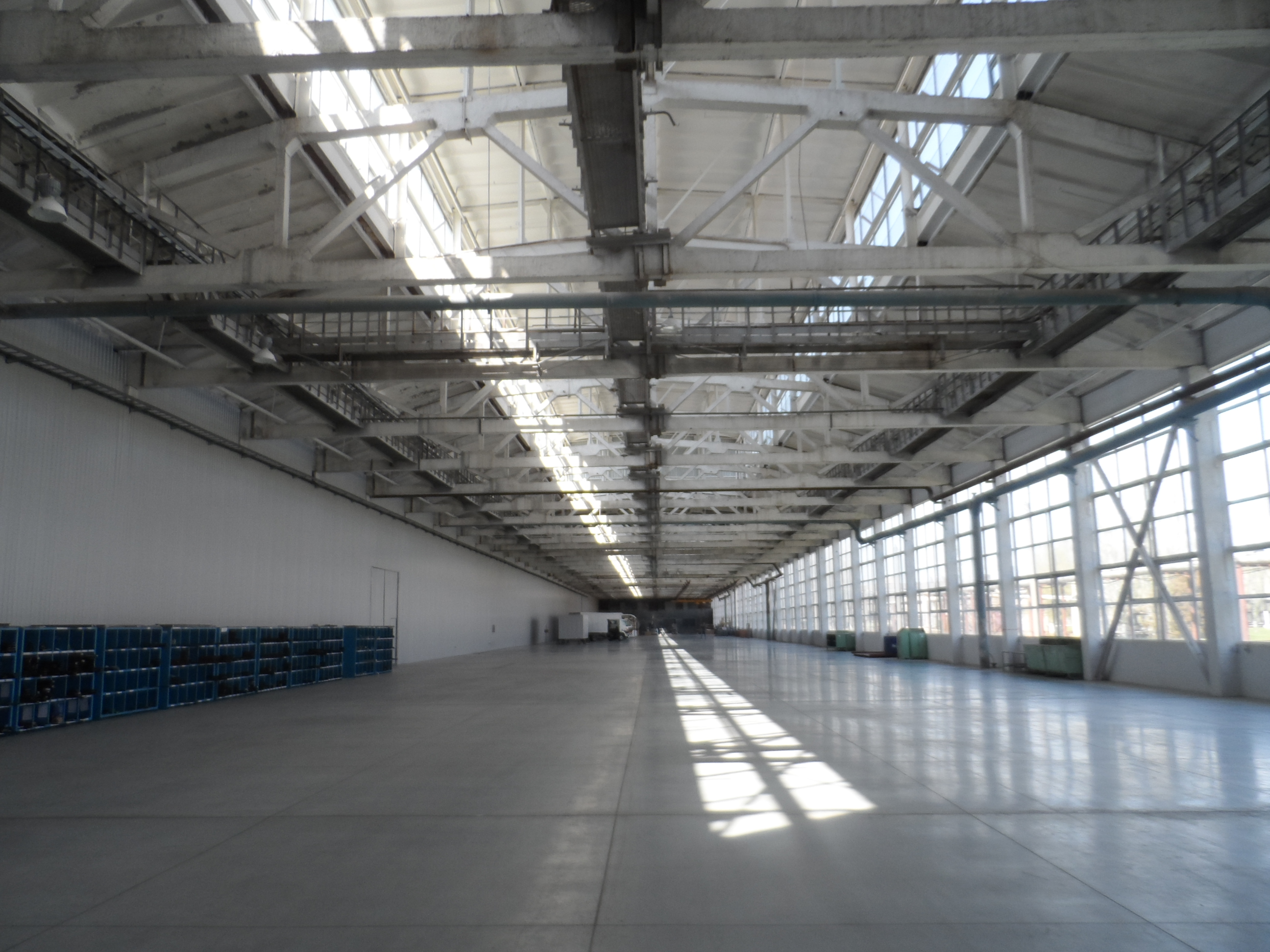
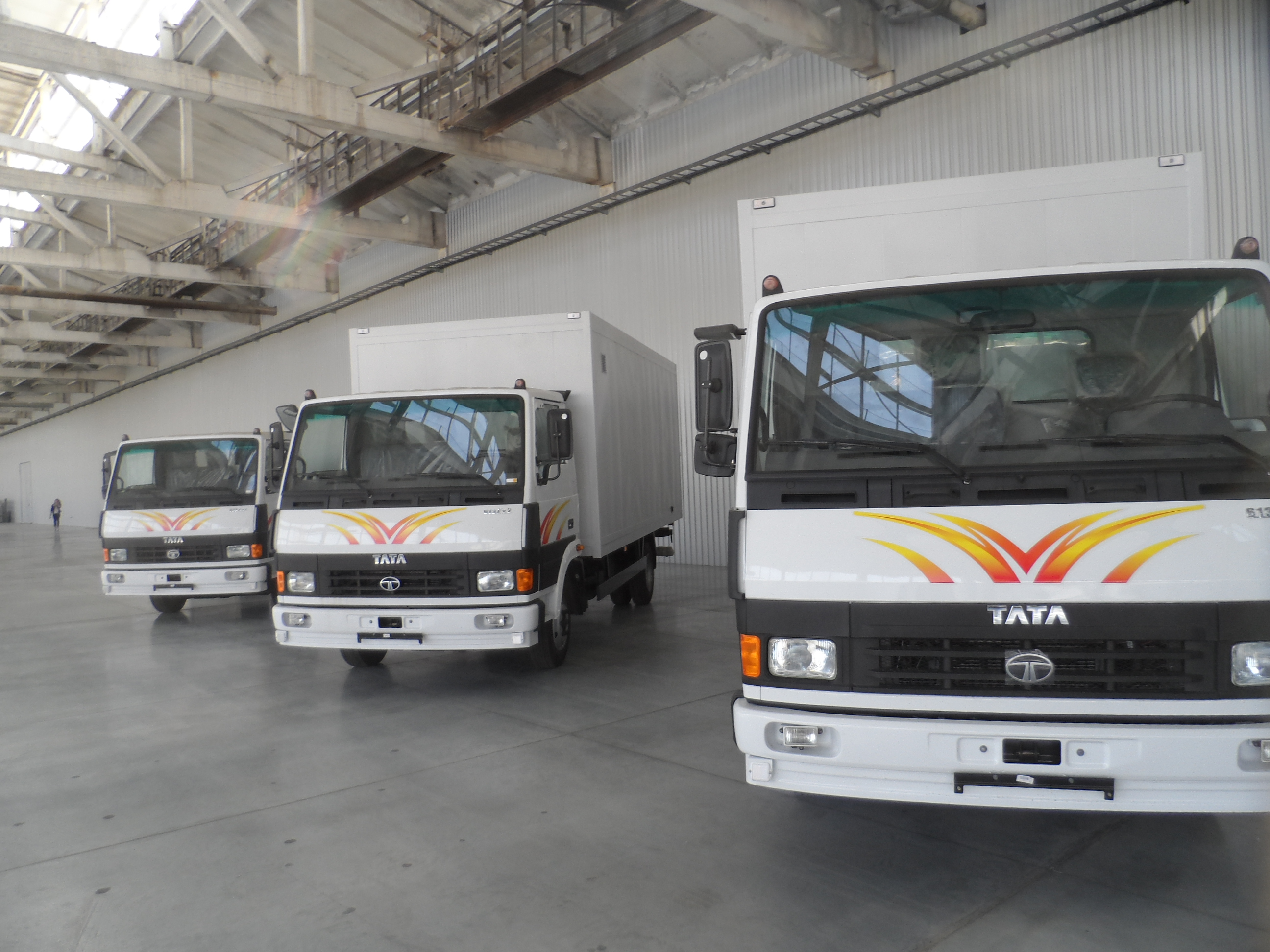

## Продукция
Предприятие изготавливает двигатели объёмом 1,1 , 1,2 , 1,3 и 1,4 л с системой развернутого впрыска топлива для автомобилей «Таврия», «Славута» и «Daewoo Sens», которые отвечают нормам токсичности Евро-2, Евро-3. Предприятие обеспечивает изготовление всей номенклатуры запасных частей. С 2015 года заводом освоен выпуск автобусов I-Van.